# Pauline Hoarau
Pauline Hoarau (La Riunione, 3 febbraio 1994) è una modella francese.

## Carriera
Nel 2011 ha vinto il contest dell'Elite Model Look nell'isola di Riunione, di cui è stata rappresentante nella finale internazionale piazzandosi tra le prime 15. In seguito ha firmato un contratto con diverse agenzie del gruppo Elite Model Management.
È stata candidata ai Melty Future Awards del 2014, e nel 2017 è apparsa nella cornucopia cinematografica di Luc Besson Valerian e la città dei mille pianeti.
Durante la sua carriera, ha pubblicizzato Armani Exchange, H&M, Jason Wu, Ralph Lauren, Tommy Hilfiger e Topshop, partecipando a più di 200 sfilate di moda.
Ha posato per Elle (Francia, Italia, Messico) e French Revue des Modes. È stata anche protagonista di editoriali per Amica, CR Fashion Book, Crash Magazine, Elle (Francia, Italia, Messico, Vietnam), Glass Magazine, Harper's Bazaar (USA, Regno Unito), Interview (Germania, Russia, USA), LOVE, Numéro, SKP Magazine, Teen Vogue, Vogue Japan e Wonderland Magazine.

## Vita privata
Il 4 luglio 2021 ha dato alla luce suo figlio Sacha avuto dal suo compagno Simon Thoret.